# Mertens (adel)
Mertens was een Belgische adellijke familie.

## Geschiedenis
- Louis Joseph Mertens, koopman in Antwerpen, trouwde met Catherine Kruger. Ze hadden vier zoons, die hierna volgen.
- In 1842 werd door Leopold IV Frederik van Anhalt, de hertog van Anhalt-Dessau, erfelijke adel en de titel van baron toegekend aan de vier hierna genoemde gebroeders Mertens.

## Charles Mertens
Charles Louis Mertens (Antwerpen, 10 juni 1805 - Elsene, 26 december 1871), ambassaderaad, verkreeg in 1843 Belgische homologatie van zijn adellijke status en titel, die voortaan overdraagbaar werd op alle afstammelingen. Hij trouwde in Brussel in 1837 met barones Marie-Anne de Huszar (° Istanboel, 1818). Ze hadden een dochter, die met de Oostenrijkse baron Ladislaus Haas von Bilgen trouwde, en twee zoons die, ongehuwd bleven.

## Armand Mertens
Armand Joseph Mertens (Antwerpen, 9 april 1810 - Valence, 27 februari 1882) verkreeg in 1843 dezelfde gunst. Hij trouwde met Henriette Dechestret (1823-1902). Ze hadden vijf kinderen, die allen ongehuwd bleven.

## Edouard Mertens
Edouard Mertens (Brussel, 21 mei 1813 - Marseille, 8 juni 1867) verkreeg in 1843 dezelfde gunst. Hij trouwde in Brussel in 1839 met Sophie Woelfing (1820-1883). Ze hadden zes kinderen, zonder verdere afstammelingen.

## Adolphe Mertens
Paul Adolphe Mertens (Brussel, 5 mei 1819 - Nice, 16 maart 1887), ambassaderaad, verkreeg in 1843 dezelfde gunst. Hij trouwde in 1872 met Caroline Labrousse. Het echtpaar bleef kinderloos.

## Homologatie
De homologatie in het voordeel van de gebroeders Mertens was een van de laatste in België. In 1845 besliste de Belgische regering dat adelsbrieven aan Belgen verleend in het buitenland niet meer zouden erkend worden. Dit was een duidelijke beknotting van de mogelijkheid die Leopold I gebruikte om Belgen, die in België geen adel verkregen, te laten adel verwerven in Coburg, Saksen-Anhalt, Anhalt-Dessau of elders, om dan nadien bijna automatisch homologatie van hun diploma te verkrijgen in België. Dit betekende dat de koning er, tot zijn woede, later niet in slaagde zijn maîtresse Arcadie Claret en de twee zoons die ze samen hadden, in de Belgische adel op te nemen, en hen vrede moest laten nemen met de titel die ze in 1861-62 verkregen hadden in Coburg.

## Uitgedoofd
Hoewel ze samen veertien kinderen hadden, werd aan de gebroeders Mertens geen verder nageslacht meer gegund. Een precieze datum voor het uitdoven van de familie is niet bekend. Wellicht was barones Zelia Mertens (1845-1926), ongehuwde dochter van Armand Mertens, de laatste naamdraagster.